# Kommersant
Kommersant (rusky Коммерсантъ – „obchodník“) je ruský nezávislý deník, vycházející od pondělí do soboty. Patří jednomu z nejbohatších Rusů Ališeru Usmanovovi a jeho redakce sídlí v Moskvě.
Byl založen v roce 1909, avšak zanikl roku 1917 po převzetí moci bolševiky. V prosinci 1989 jeho vydávání obnovil podnikatel a publicista Vladimir Jakovlev, syn Jegora Jakovleva, do roku 1992 však Kommersant vycházel jen jako týdeník. Má také svou verzi v ukrajinštině.

## Redaktoři
- Ivan Safronov (* 1990) – v září 2022 byl odsouzen za velezradu k 22 letům vězení